# HAFAS
Das HaCon Fahrplan-Auskunfts-System (HAFAS) ist eine Software für die Fahrplanauskunft des Unternehmens HaCon (Hannover Consulting). Die Firma HaCon ist seit 2017 eine 100-prozentige Tochtergesellschaft der Siemens AG.
Die Deutsche Bahn AG, die Österreichischen Bundesbahnen und die Schweizerischen Bundesbahnen sowie zahlreiche weitere europäische Verkehrsunternehmen, zum Beispiel das ÖPNV-Unternehmen TPG, setzen HAFAS auf breiter Basis ein. Insbesondere wird damit die Online-Fahrplanauskunft für Kunden realisiert.

## Geschichte
HaCon entwickelte für Kurs 90 Ende der 1980er Jahre die erste computerunterstützte Fahrplanauskunft in Deutschland. Mit einem speziellen Algorithmus sollten Auskünfte binnen sechs Sekunden ausgegeben werden können.
Die Offline-Versionen, die früher via Disketten beziehungsweise CDs vertrieben wurden, waren eine Zeit lang im Internet herunterladbar, so bei der Deutschen Bahn sowie für den gesamtschweizerischen Fahrplan beim Zürcher Verkehrsverbund. Beide Betreiber stellten diesen Dienst auf den Fahrplanwechsel 2014/15 ein. Die ÖBB ein Jahr später zum Fahrplanwechsel 2015/16. Die Offline-Fahrpläne umfassten nur Soll-Daten und konnten bei Bedarf über eine Update-Funktion mit Fahrplanaktualisierungen (in der DB-Version bis Ende 2013 auch mit Preisdatenupdates) versorgt werden. Die Software lief unter Microsoft Windows, zuvor auch unter MS-DOS.
Mit „HAFAS Pocket“ existierte 1998 ein Programm zur Verwendung auf der Pocket-PC-Plattform, über das auf dem PDA gespeicherte Fahrplandaten ausgewertet werden konnten. Es wurde bis 2013/14 beispielsweise vom ZVV angeboten. Die Deutsche Bahn hat dieses Angebot wegen zu geringer Nachfrage im Dezember 2011 eingestellt. Weiterhin gab es den auf HAFAS basierenden „Persönlichen Fahrplan für Palm OS“, mit dem nur bestimmte, zuvor heruntergeladene Fahrplanrelationen ausgewertet werden konnten. Dies lag am begrenzten Arbeitsspeicher früherer Palm-OS-Geräte.

## Technische Details
Die Software kann kundenspezifisch angepasst werden. Sowohl die Benutzeroberfläche als auch die unterstützten Funktionen sind daher bei den nutzenden Unternehmen verschieden.
Für den Datenaustausch zwischen verschiedenen Auskunftssystemen wird häufig das Hafas Raw Data Format (HRDF) genutzt, das auf Textdateien basiert. HAFAS-Rohdaten können auch in das GTFS-Format konvertiert werden.